# Диллон (певица)
Домини́к Ди́ллон де Байингтон (нем. Dominique Dillon de Byington), сценическое имя Диллон (Dillon) — немецкая певица бразильского происхождения.

## Биография
Родилась 29 апреля 1988 года в Сан-Паулу. В четыре года вместе с матерью и братом переехала в Кёльн.
Окончила английскую школу в 2007 году. В том же году она опубликовала в Интернете первую песню собственного сочинения, а в январе 2008 года выпустила первый сингл.
Позднее Диллон переехала в Берлин, чтобы изучать искусство фотографии в университете.
Дебютный альбом Диллон This Silence Kills вышел 21 ноября 2011 года. Большую часть музыки и песен Диллон написала сама, вдохновляясь работами Билли Холидей, Жан-Мишеля Баския и Джеффа Бакли. Альбом получил преимущественно положительные отзывы. Музыкальные критики сравнили Диллон с Бьорк, Адель, Региной Спектор и Люкке Ли.
31 марта 2014 года певица выпустила второй альбом The Unknown, более меланхоличный и минималистичный, чем первый.

## Дискография

### Альбомы
- This Silence Kills[нем.] (2011)
- The Unknown (2014)
- Live at Haus der Berliner Festspiele (2016)
- Kind (2017)
- 6abotage (2022)

### Синглы и EP
- «C Unseen Sea» (2008)
- «Ludwig» (2008)
- «Tip Tapping» (2012), сборник ремиксов
- «Your Flesh Against Mine» (2013), сборник ремиксов
- «A Matter of Time» (2014), сингл
- «A Matter of Time» (2014), сборник ремиксов
- «When Breathing Feels like Drowning» (2019)

### Прочее
- C Unseen Sea (2008)

### Клипы
- Tip Tapping (2011)
- Your Flesh Against Mine (2012)
- Matter of Time (2014)